# Dingboche
Dingboche est un village de la région de Khumbu situé dans la vallée de Chukhung, au Népal. Il se situe à 4 350 mètres d'altitude, sur l'itinéraire pour rejoindre l'Everest, l'Ama Dablam et l'Imja Tse, ce qui le rend populaire des trekkers et des alpinistes. Ils passent généralement deux jours dans le village, équipé de refuges et de terrains de camping, pour s'acclimater à l'altitude.

## Galerie

Dingboche
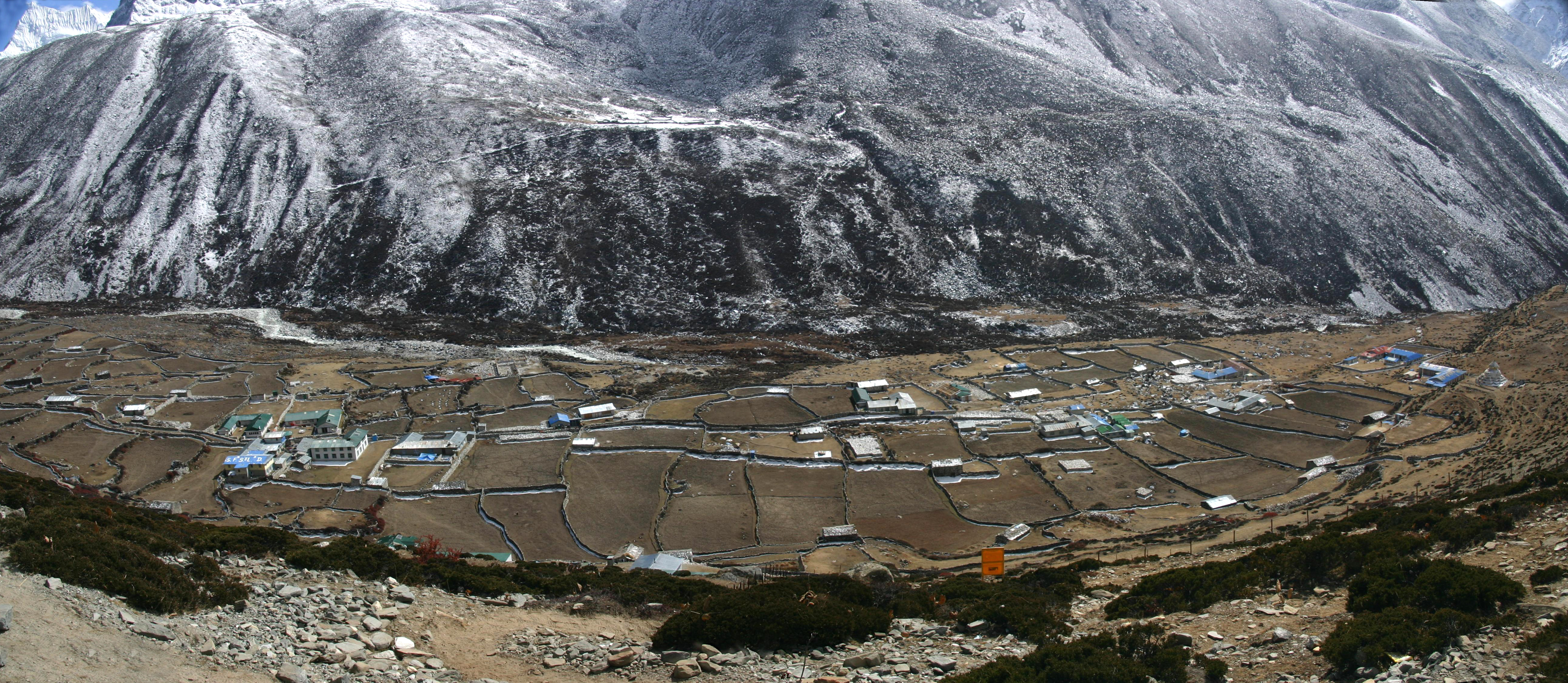
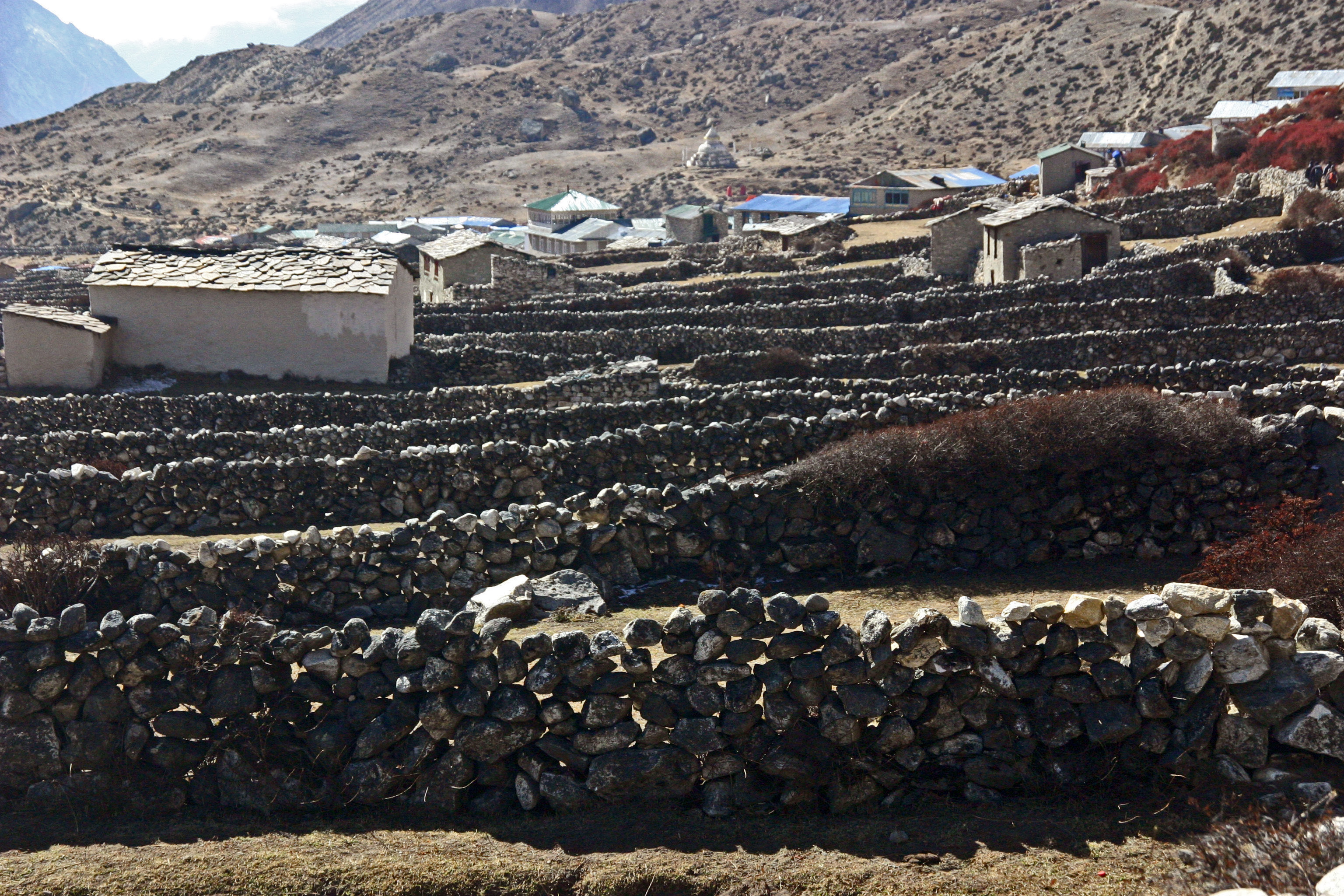
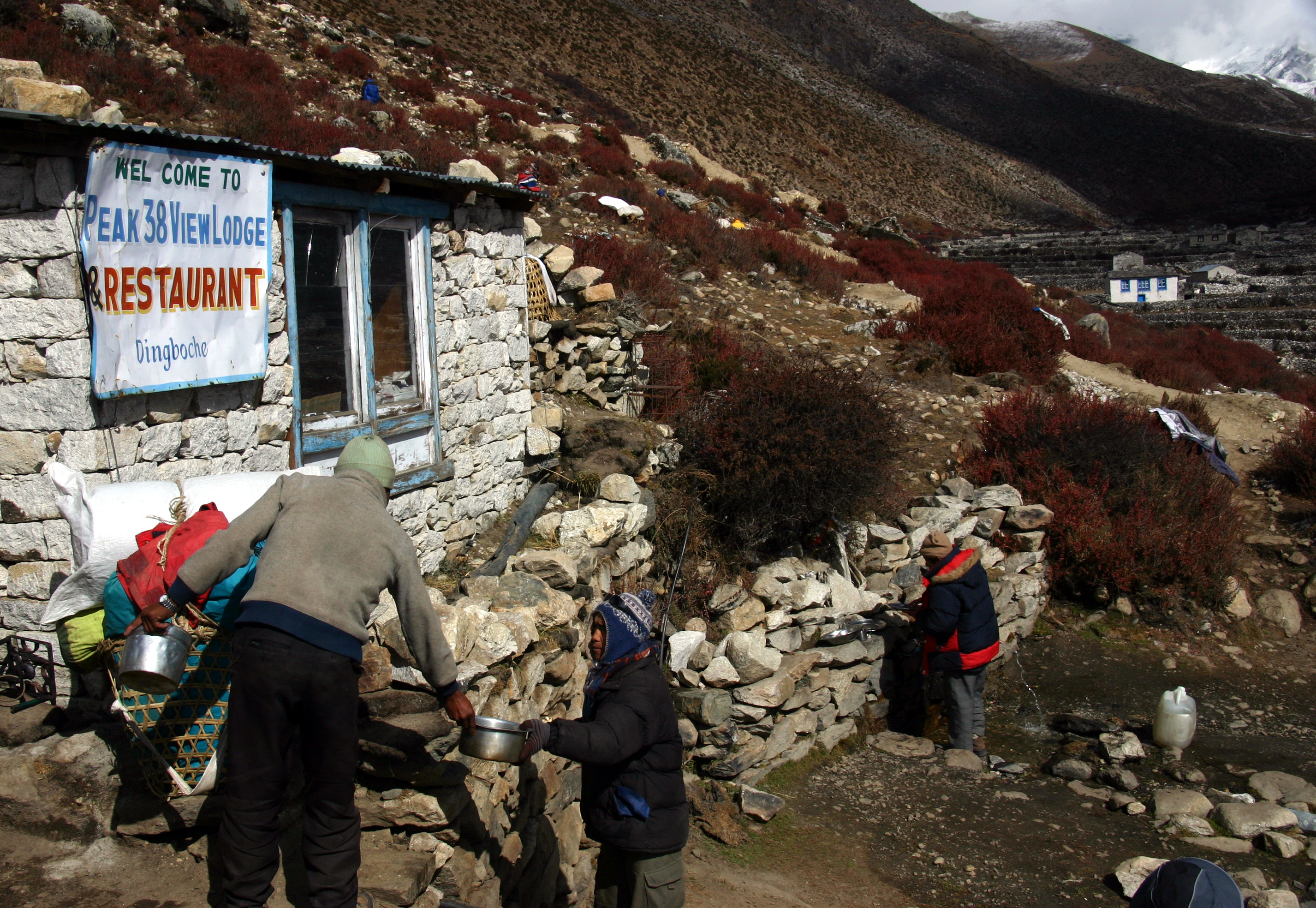
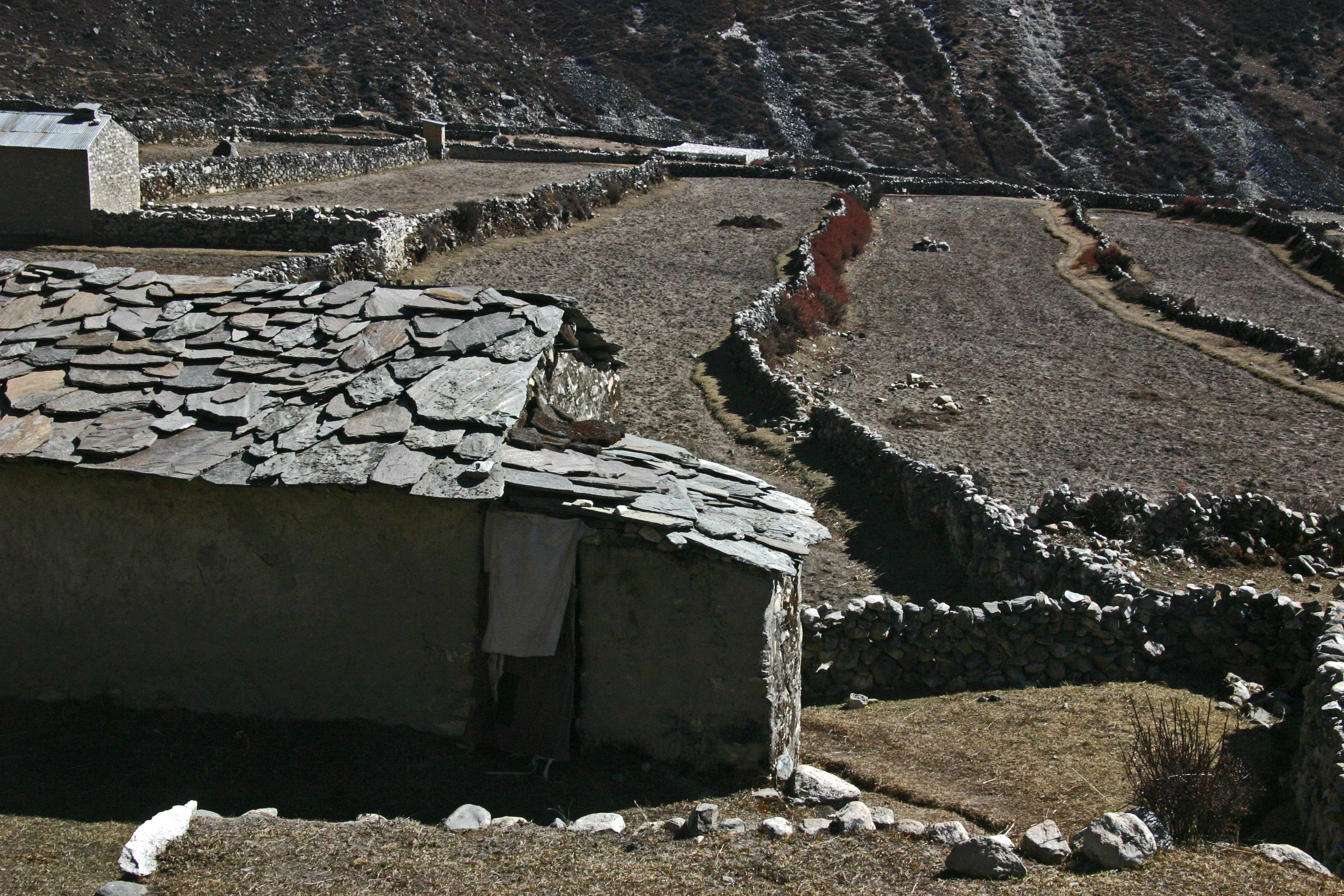
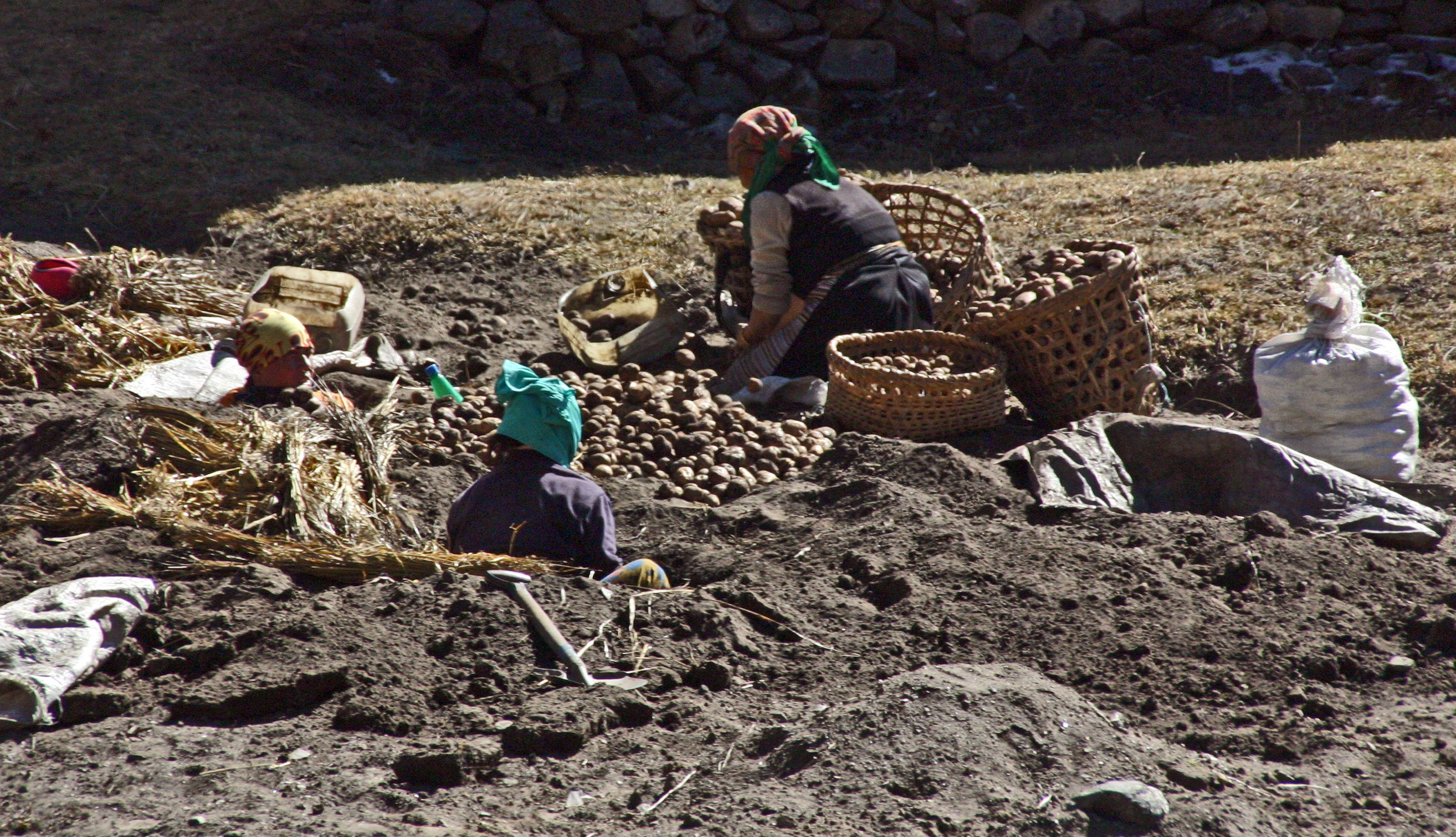
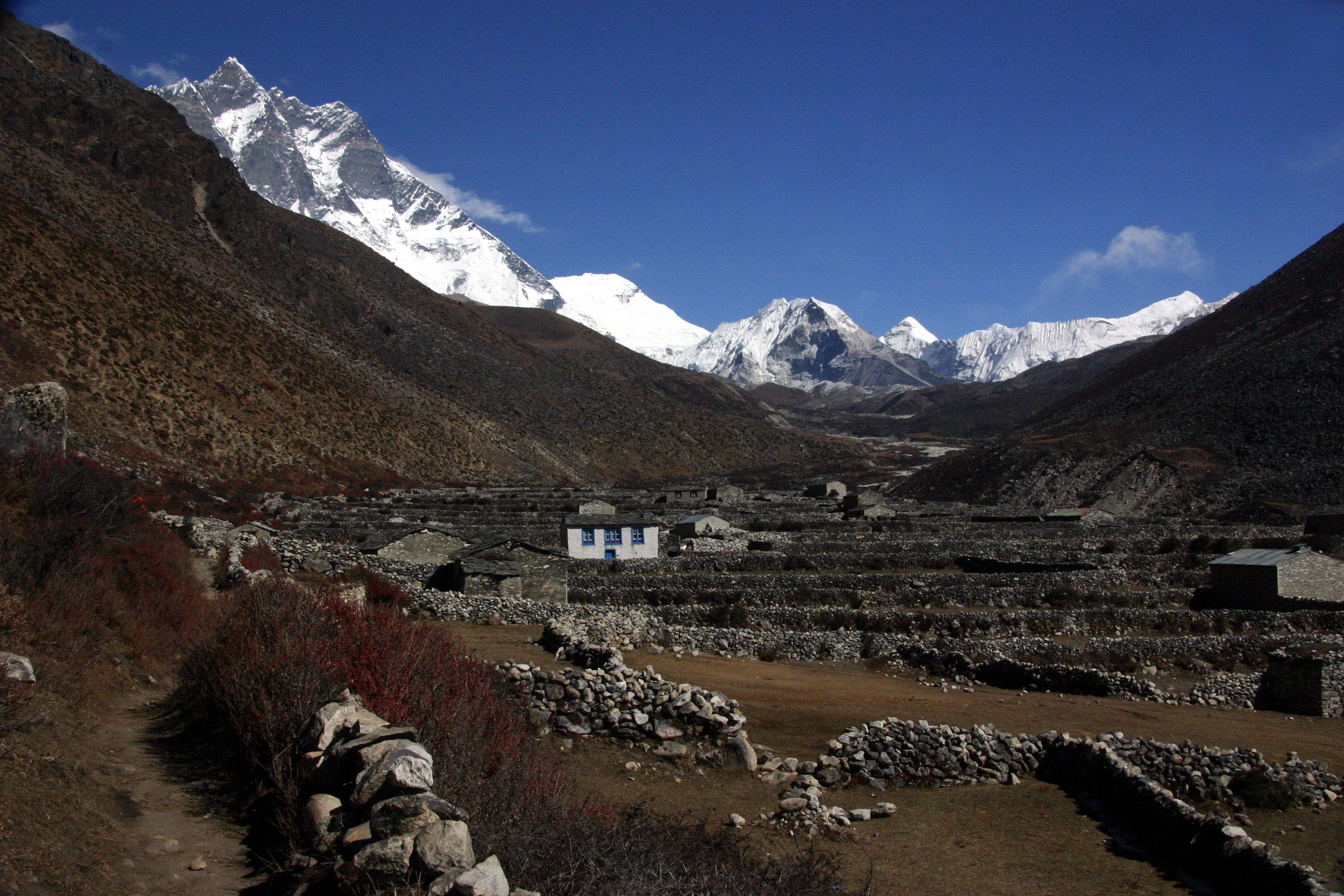